# El Tala
El Tala ist eine Ortschaft in Uruguay.

## Geographie
Sie befindet sich im nordöstlichen Teil des Departamento Soriano in dessen Sektor 11 am südwestlich des Ortes entspringenden Brava, einem rechtsseitigen Nebenfluss des Arroyo del Tala. Sie liegt einige Kilometer südlich des Río Negro, der hier die Grenze zum Nachbardepartamento gleichen Namens bildet, südsüdöstlich von Palmar und südöstlich von Villa Darwin.

## Einwohner
El Tala hatte bei der Volkszählung im Jahre 2004 93 Einwohner.
| Jahr | Einwohner |
| ---- | --------- |
| 1996 | -         |
| 2004 | 93        |

Quelle: Instituto Nacional de Estadística de Uruguay